# اولگا خوروشاوتسوا
اولگا خوروشاوتسوا (به روسی: Ольга Хорошавцева؛ زادهٔ ۲۴ اوت ۱۹۹۴) یک کشتی‌گیر آزادکار کشور روسیه است.
از افتخارات وی می‌توان به کسب مدال برنز مسابقات قهرمانی کشتی جهان ۲۰۱۹ اشاره کرد. وی سابقه حضور در المپیک ۲۰۲۰ توکیو را دارد.